# Não

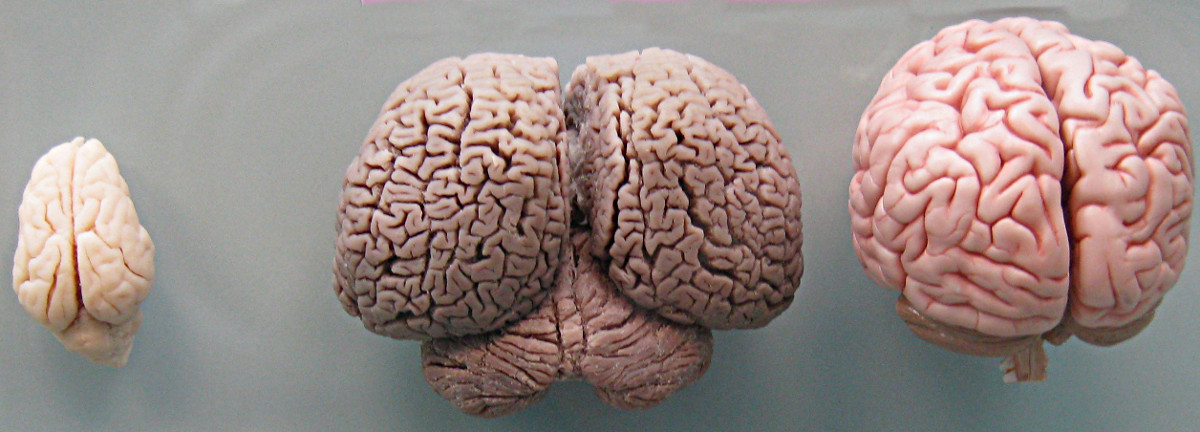
Não cá heo (giữa), não lợn hoang dã (trái), và một mô hình đầy đủ bằng nhựa của não con người (phải)

Ở động vật, não, hay còn gọi là óc, là trung tâm điều khiển của hệ thần kinh trung ương, chịu trách nhiệm điều khiển hành vi. Ở hầu hết các loài động vật, não được đặt trên đầu, được bảo vệ bởi hộp sọ, và gần với các giác quan chính như thị giác, thính giác, vị giác, khứu giác, và cơ quan cảm giác về thăng bằng (equilibrioception).
Trong khi tất cả các động vật có xương sống đều có một bộ não, các động vật không xương sống hoặc có một bộ não trung tâm hoặc có một hệ thống các hạch thần kinh riêng rẽ. Một số loại động vật, chẳng hạn như các loài thích ti (cnidarian) và động vật da gai (echinoderm) không có một bộ não trung tâm mà thay vào đó là một hệ thống thần kinh phân tán. Trong khi đó, các loài như bọt biển hoàn toàn không có cả một bộ não hay một hệ thần kinh.
Não là một cơ quan vô cùng phức tạp. Ví dụ, não người có hơn 86 tỉ tế bào thần kinh, mỗi tế bào thần kinh liên kết với khoảng 100 ngàn tế bào thần kinh khác.
Đa số các bộ não đều thể hiện sự khác biệt giữa chất xám và chất trắng. Chất xám chủ yếu gồm các thân tế bào thần kinh. Trong khi đó trong chất trắng của não thì đa số là các sợi liên kết các tế bào thần kinh. Những sợi thần kinh được tách ly bằng chất Myelin do tế bào Oligodendroglia tạo ra. Màu trắng đặc trưng trong chất trắng của não do màu trắng của chất Myelin mà ra.

## Sự ra đời của não bộ

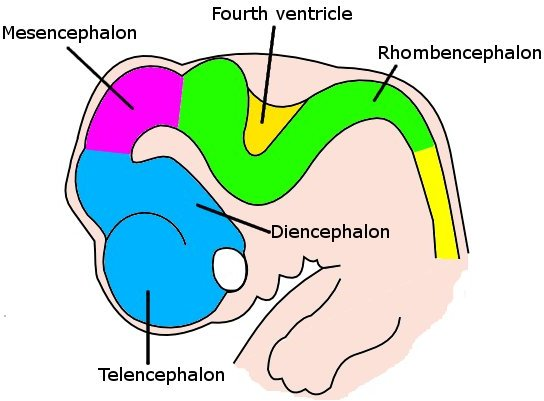
Não của một phôi thai trong tuần thứ 6

Trước khi thay đổi hình dạng nhằm tạo ra một công cụ tối chuyên biệt thì tế bào não là một phần của đám tế bào không khác biệt với tế bào da. Hệ thần kinh trung ương được hình thành rất nhanh ngay khi còn trong phôi người vì nó phải kiểm soát các hoạt động trọng yếu sau này. Trong 21 ngày đầu tiên, hệ thần kinh chiếm 90% khối lượng phôi, sau 3 tháng nó chiếm nó chiếm 70% khối lượng phôi, sau đó là 40% ở trẻ sơ sinh và cuối cùng là chỉ còn lại 2% ở người trưởng thành.
Phôi ở tuần thứ 3 là một đám tế bào bên trong có chứa một chiếc đĩa gồm 3 phiến lá xếp chồng lên nhau. Lá phôi thứ nhất sẽ hình thành nên da và mô thần kinh, lá thứ 2 sẽ cho ra cơ và xương, lá phôi cuối cùng sẽ hình thành nên các cơ quan nội tạng. Vào ngày thứ 18 thì hệ thần kinh sơ khai được hình thành, quá trình này được gọi là sự hình thành hệ thần kinh. Hiện tượng này bắt đầu khi lá phôi thứ nhất dày lên, dài ra và tạo thành một loại vợt trên lưng phôi. Chiếc vợt này dần hỏm xuống tạo thành rãnh, và rãnh này sẽ khép lại vào ngày thứ 24 để tạo ra ống thần kinh. Chính ống thần kinh này sẽ tạo ra hệ thần kinh trung ương, phần phía trước là não và phần phía sau là tủy sống. Phần phía trên của ống thần kinh kể từ khi đó phát triển ra rất lớn. Và chiếc túi (những cơ quan rỗng hình túi) được hình thành vào cuối tháng thứ 3. Túi thứ nhất ở phía đầu mút của ống thần kinh nhanh chóng tạo ra hai bán cầu não. Túi thứ hai, phát sinh từ ống nằm ngay phía dưới, tạo ra thân não. Phần cuối cùng của ống ở phía dưới tạo ra một chiếc túi thứ ba chia ra làm hai phần tạo ra tiểu não và hành não.
Những bộ phôi đầu tiên được hình thành từ các tế bào gốc là những tế bào đa năng có thể là nguồn gốc của tất cả các tế bào trong cơ thể. Các tế bào gốc hiện trong các tầng sâu của ống thần kinh, sau đó chúng phân ra và di chuyển đến các tầng phía trên mặt. Quá trình di chuyển này kéo dài trong hai đến ba tháng đầu đời sống phôi thai. Những tế bào đó, dưới tên gọi là nguyên bào thần kinh và nguyên bào thần kinh đệm, là những tế bào tiên phong của các tế bào thần kinh và tế bào đệm.
Để đến được cái đích đã định sẵn, các nguyên bào thần kinh phải bám dọc theo chiều dài của những tế bào, hướng từ phần giữa đến phần ngoại vi. Những tế bào mà chúng bám vào này là những tế bào thần kinh đệm quay, những tế bào sau đó sẽ tự tiêu hủy. Trong quá trình di chuyển, các tế bào thần kinh tương lai bắt đầu thay đổi. Phần đuôi kéo dài của chúng mọc ra theo các tín hiệu hóa học và thiết lập mối quan hệ với các tế bào đích và giữa các tế bào thần kinh với nhau. Những tế bào thần kinh không kết hợp được với các tế bào khác sẽ chết đi, cho phép toàn bộ mạng lưới tổ chức sắp xếp lại một cách vô cùng chính xác.
Về phía các nguyên bào thần kinh đệm, chúng cũng sẽ biến đổi thành những tế bào thần kinh đệm và bắt đầu đảm nhiệm việc tiếp tế, kiểm soát chất thải, bao bọc các phần kéo dài của tế bào thần kinh.

## Cái chết của não
Cái chết của các nơron cũng đã bị hiểu sai trong suốt một thời gian dài. Cách đây 20 năm, người ta cho rằng một số vùng não, như cấu tạo đồi thị chẳng hạn, mất đi đến 50% số lượng nơron khi con người về già mặc dù họ không hề có triệu chứng thoái hóa não. Tuy nhiên các nghiên cứu mới nhất cho thấy sự suy giảm số lượng nơron, nếu có cũng là rất nhỏ trong các trường hợp lão hóa thông thường. Do đó không phải cái chết của các nơron đã làm suy giảm chức năng não, mà chức năng giảm chẳng qua là do những liên kết giữa các nơron với nhau giảm cả về mặt số lượng lẫn chất lượng. Nhiều giả thuyết được đưa ra: có thể là bao myelin quấn quanh phần kéo dài và có tác dụng thúc đẩy nhanh việc chuyên chở luồng thần kinh bị hư hại, số lượng đường liên kết giữa các nơron với nhau giảm, các vùng xảy ra các kết nối bị hư hại hoặc não bộ mất đi tính mềm dẻo.
Các nghiên cứu chỉ ra rất nhiều khác biệt về năng lực giữa đàn ông và phụ nữ. ví dụ, đàn ông có khả năng di chuyển dễ dàng hơn trong không gian, còn phụ nữ thì lại có năng khiếu hơn về học ngôn ngữ. Đối với các nhà chuyên môn thì khó mà có thể kết luận điều gì về vấn đề này, và theo họ thì những khác biệt này phải xem xét dựa vào cá nhân hơn là dựa vào giới tính.

## Dây thần kinh
Bộ não liên lạc với cơ thể thông qua tuỷ sống và những sợi dây thần kinh. Tuỷ sống to cỡ đầu ngón tay, dày và mềm, chạy dọc suốt sống lưng, là nơi chuyển tiếp các thông tin đến và đi của bộ não. Từ cột sống, các dây thần kinh toả ra khắp nơi, chuyển tải các xung thần kinh đến và đi từ các cơ quan trong cơ thể.

## Học tập và bộ nhớ
Hầu như tất cả các loài động vật có khả năng thay đổi hành vi của họ như là một kết quả của kinh nghiệm ngay cả các loại nguyên thủy nhất của sâu. Bởi vì hành vi được thúc đẩy bởi hoạt động của não bộ, những thay đổi trong hành vi bằng cách nào đó phải tương ứng với những thay đổi bên trong não. Khi cá nhân nhìn thấy các đối tượng, sẽ là một sự phản ánh trong não để nói cho cá nhân phải làm gì, như là một kết quả làm từ kinh nghiệm.